# Beliziska köket

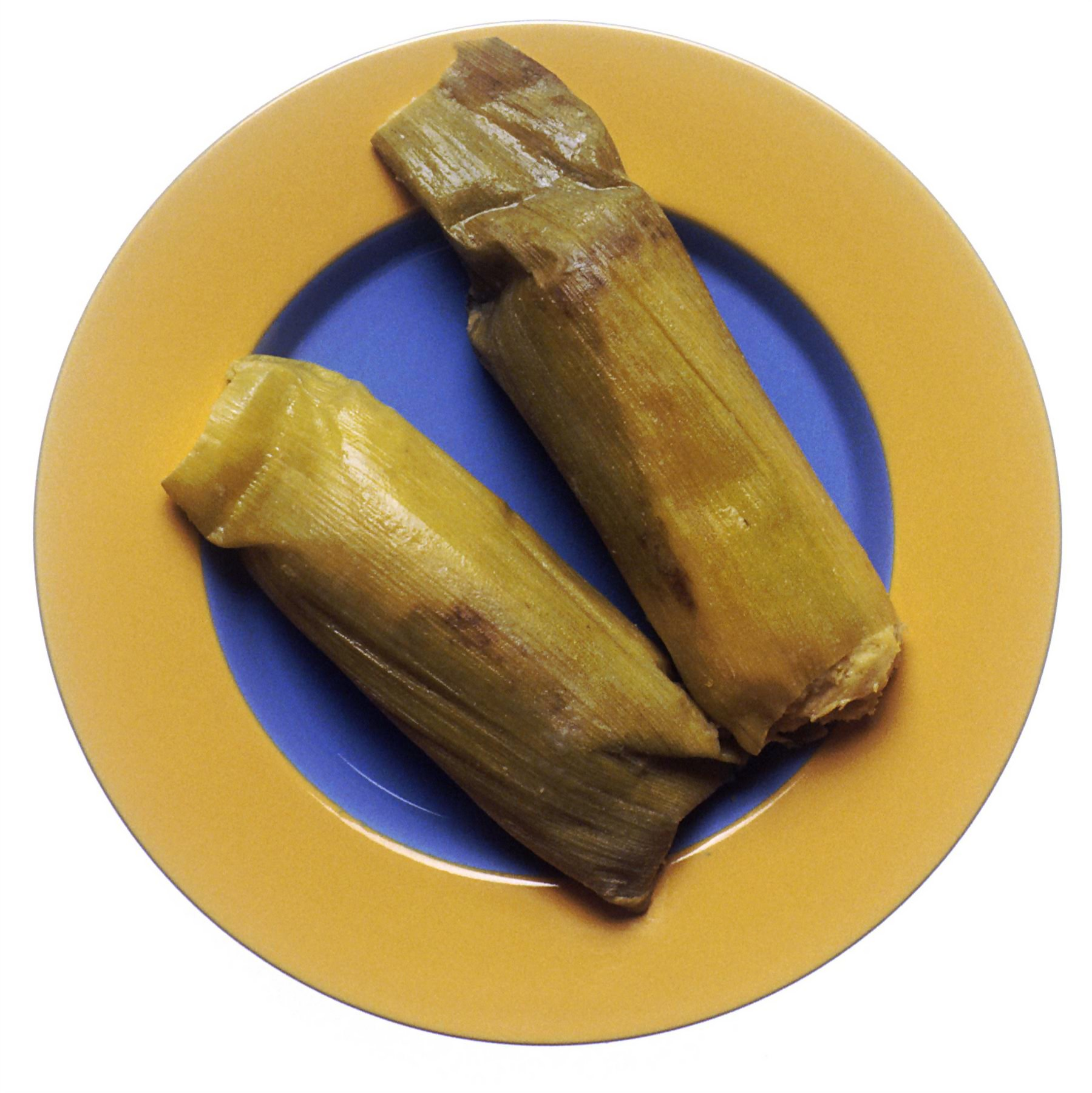
Tamales, en rätt som äts mycket i Belize.

Beliziska köket är en blandning av alla Belizes kulturer, samt deras stora blandning av mat. Frukosten består huvudsakligen av bröd, vetemjölsbaserade tortillas, eller fry jacks som ofta är hemgjorda. Det äts med olika ostar, frijoles refritos (speciell bönrätt, se ), olika former av ägg eller sädesslag, med mjölk för barn och te eller kaffe för vuxna. Själva frukosten kallas dricka te. 
Lunchen varierar mycket, från lättare mat som ris med bönor (med eller utan kokosmjölk), tamales, panades (friterade majsskal med bönor eller fisk) och köttfärspajer, escabeche (löksoppa), chirmole (soppa), stuvad kyckling och garnaches (friterade tortillas med bönor, ost och sås) till olika middagar med något som ris och bönor, kött och sallad eller coleslaw. På landsbygden är maten ofta enklare än i städerna. 
Mayafolket använde bland annat kryddan recado rojo eller majs till sina flesta mål, och garifuna använder mycket skaldjur, maniok (huvudsakligen som hudut) och grönsaker. Landet vimlar av restauranger och snabbmatskök som säljer mat relativt billigt. Lokala frukter är vanligt, men råa grönsaker från marknaden är mindre vanligt. Måltiderna är en gemenskap för familjer och i skolor och några företag stänger vid lunchtid och öppnar senare på eftermiddagen. Att tala under måltiden, såvida inte ämnet är viktigt, anses vara oartigt.